# Louches
Louches (flämisch: Lotesse) ist eine französische Gemeinde mit 948 Einwohnern (Stand: 1. Januar 2022) im Département Pas-de-Calais in der Region Hauts-de-France. Sie gehört zum Arrondissement Calais und zum Kanton Calais-2. 

## Lage
Die Gemeinde Louches liegt in Französisch-Flandern, 17 Kilometer südöstlich von Calais und 18 Kilometer nordwestlich von Saint-Omer. Nachbargemeinden von Louches sind Autingues und Nielles-lès-Ardres im Norden, Zutkerque im Nordosten und Osten, Tournehem-sur-la-Hem im Südosten und Süden, Clerques im Süden, Landrethun-lès-Ardres im Westen sowie Brêmes im Nordwesten.

## Bevölkerungsentwicklung
| Jahr                       | 1962 | 1968 | 1975 | 1982 | 1990 | 1999 | 2006 | 2013 | 2022 |
| -------------------------- | ---- | ---- | ---- | ---- | ---- | ---- | ---- | ---- | ---- |
| Einwohner                  | 682  | 696  | 701  | 677  | 722  | 733  | 832  | 944  | 948  |
| Quellen: Cassini und INSEE |      |      |      |      |      |      |      |      |      |

## Sehenswürdigkeiten
- Kirche Saint-Omer, ursprünglich aus dem 12./13. Jahrhundert, 1682–1683 wieder errichtet
- Kapelle Notre-Dame-du-Rosaire

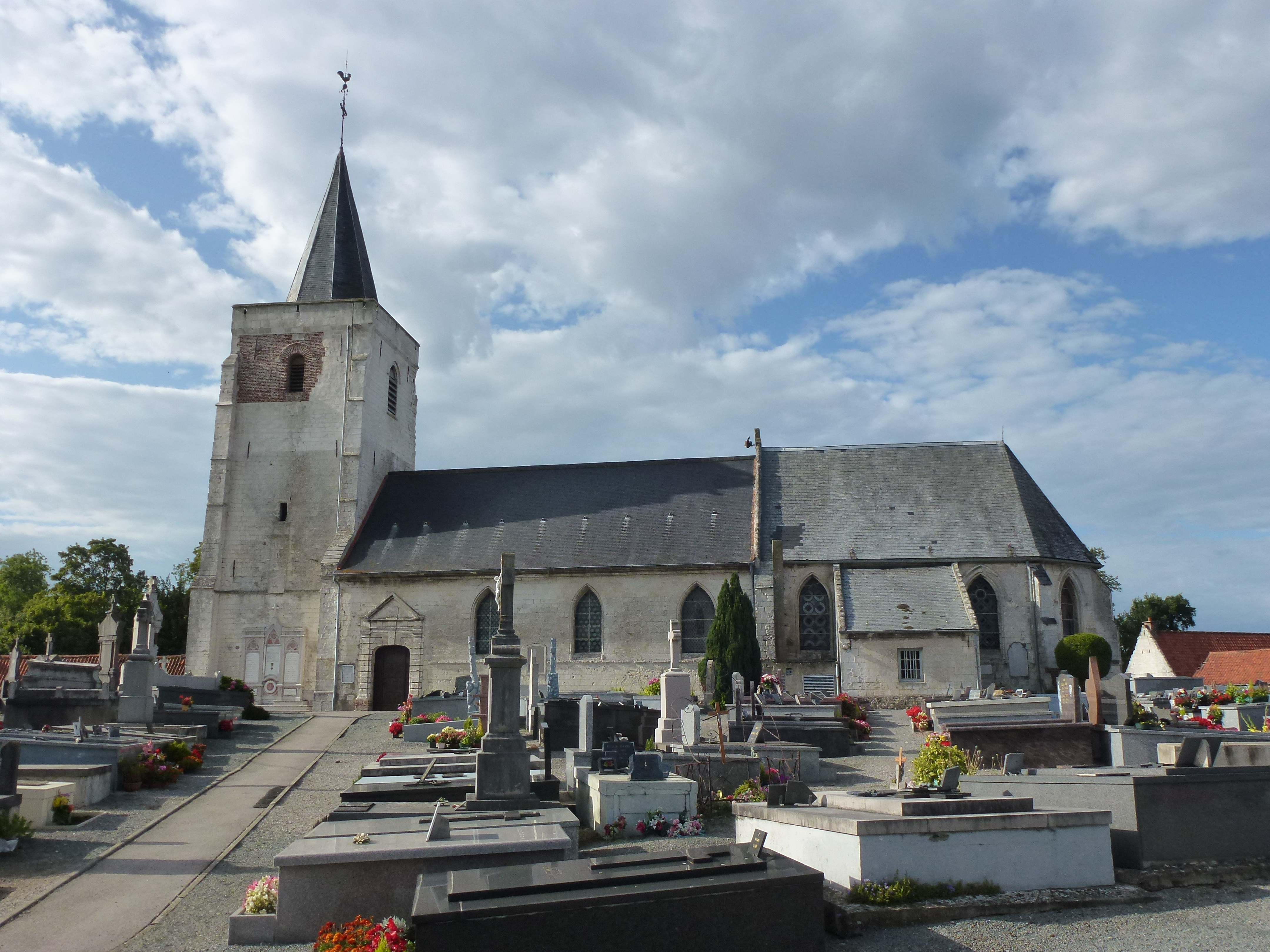
Kirche Saint-Omer
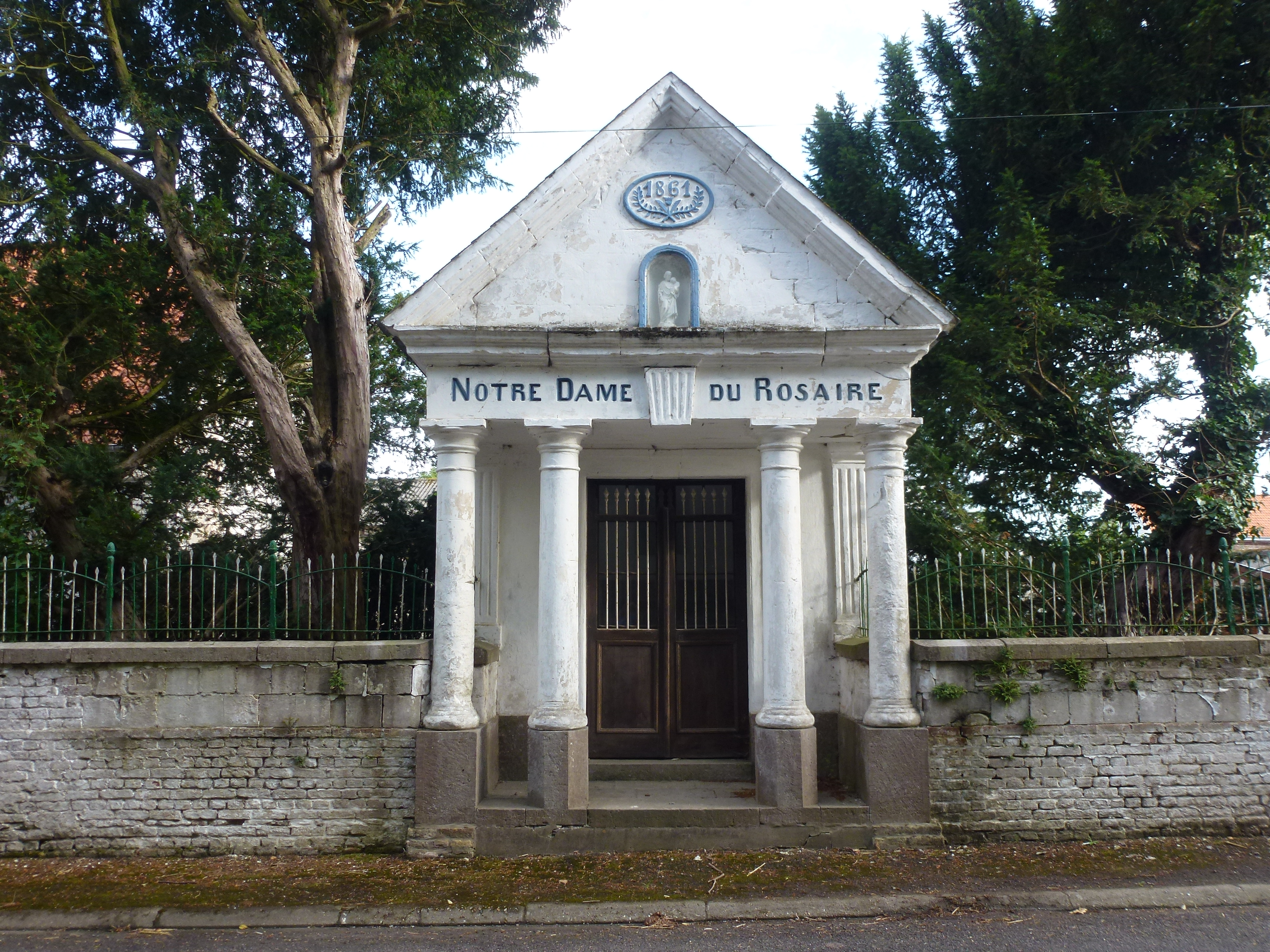
Kapelle Notre-Dame-du-Rosaire
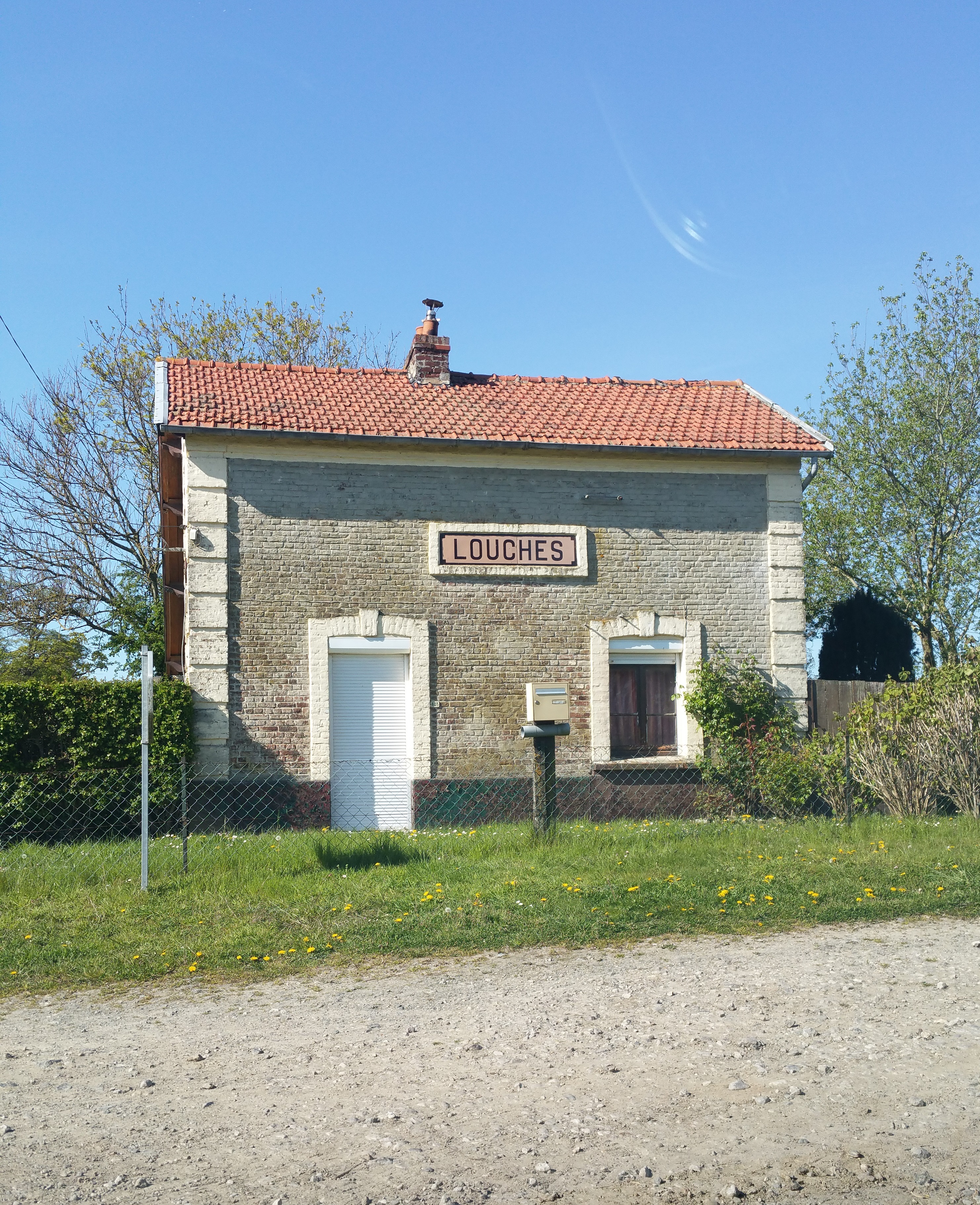
Ehemaliger Bahnhof
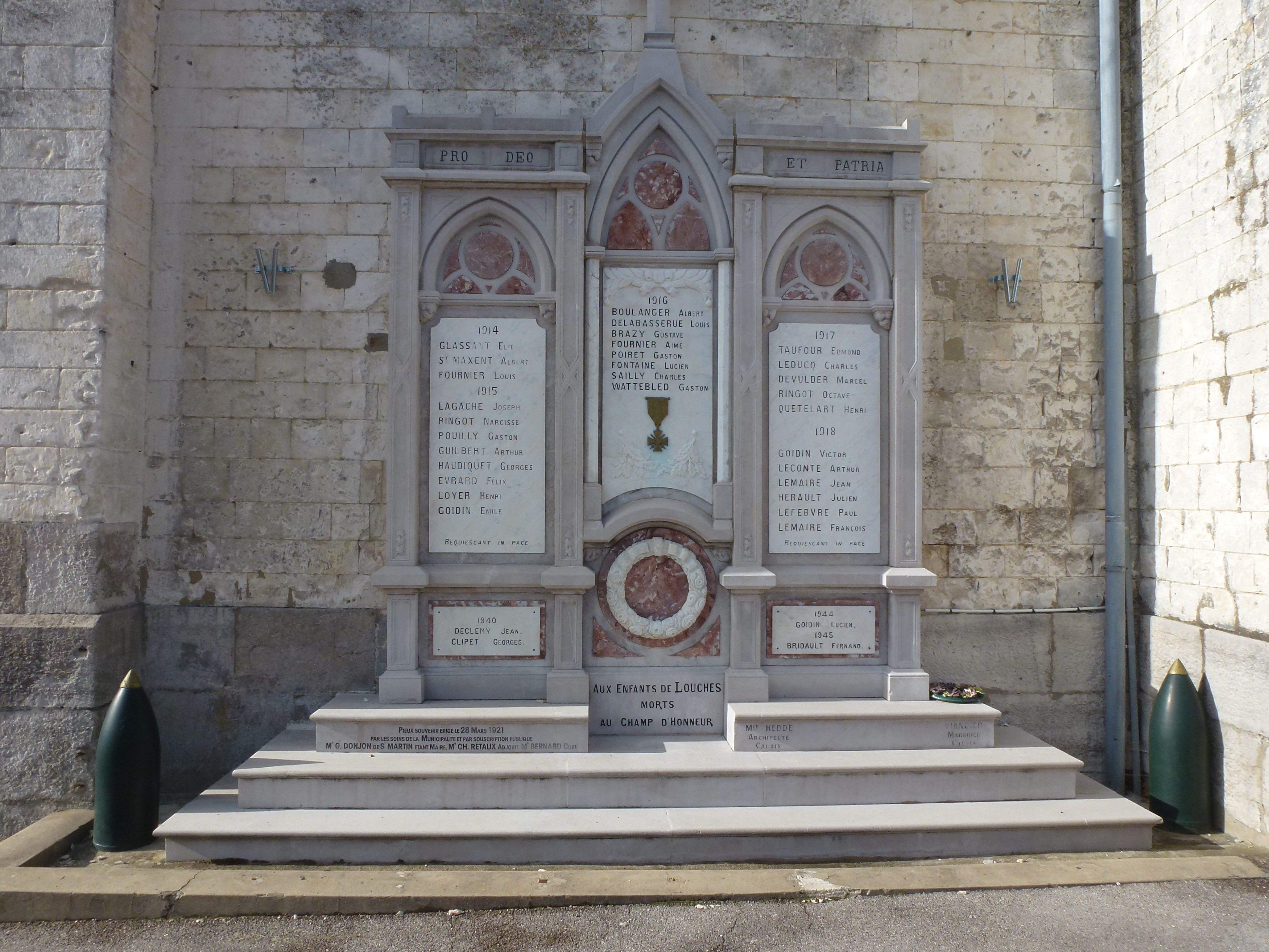
Gefallenendenkmal